# Gernot Kerschbaumer
Gernot Kerschbaumer (* 18. srpen 1983 Vorau, Rakousko) je rakouský reprezentant v orientačním běhu.
Mezi jeho největší úspěchy patří bronzová medaile z middlu ze závodu světového poháru 2011, konaného v Liberci; a bronzová medaile ze štafet na světových hrách v kolumbijském Cali. V současnosti běhá za rakouský klub HSV Pinkafeld a švédský OK Kristianstad, za který startuje ve Skandinávii.